# سياران أوبراين
سياران أوبراين (بالإنجليزية: Ciaran O'Brien)‏ هو لاعب كرة قدم أمريكي، ولد في 17 نوفمبر 1987 في فيدرال واي في الولايات المتحدة. لعب مع أتلانتا سيلفرباكس وإمباكت مونتريال وسان أنتونيو سكوربيونز وكولورادو رابيدز ونادي شمال كارولاينا.

## وصلات خارجية
- سياران أوبراين على موقع الدوري الأمريكي (الإنجليزية)
- سياران أوبراين على موقع قاعدة بيانات كرة القدم.إي يو (الإنجليزية)